# Torrelodones
Torrelodones è un comune spagnolo di 19 843 abitanti, situato nella comunità autonoma di Madrid.

## Geografia fisica
Dista circa 30 km da Madrid e 97 km da Toledo.